# 诺萨讷
诺萨讷（法語：Naussannes，法語發音：[nosan]）是法国多尔多涅省的一个市镇，属于贝尔热拉克区。

## 地理
诺萨讷（44°45'19"N, 0°43'31"E）面积14.82 平方千米，位于法国新阿基坦大区多爾多涅省，该省份为法国西南部内陆省份，是法國本土面积第三大的省，大致对应佩里戈尔地区，北起顺时针与夏朗德省、上维埃纳省、科雷兹省、洛特省、洛特-加龙省、吉倫特省和滨海夏朗德省接壤。
与诺萨讷接壤的市镇（或旧市镇、城区）包括：巴尔杜、佩里戈尔地区博蒙图瓦、蒙萨克、圣莱昂迪西雅克、博蒙迪佩里戈尔、诺雅勒和克洛特、圣萨比娜-博恩。

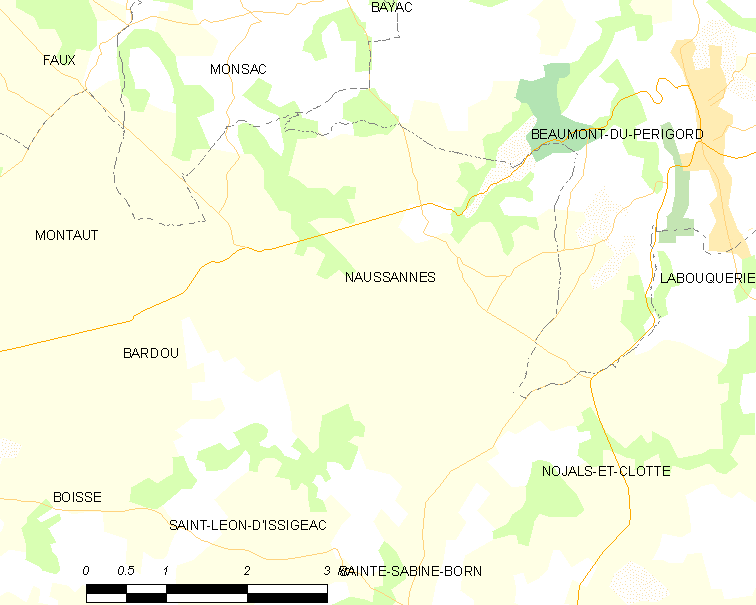
诺萨讷的OSM定位图

诺萨讷的时区为UTC+01:00、UTC+02:00（夏令时）。

## 行政
诺萨讷的邮政编码为24440，INSEE市镇编码为24307。

## 政治
诺萨讷所属的省级选区为拉兰德县。

## 人口

1962-2008年间诺萨讷人口变化图示

诺萨讷于2022年1月1日时的人口数量为236人。